# 偶成天
偶成天（ぐうせいてん GooSayTen）は、森田一踏と竹内実花を中心とした暗黒舞踏集団。札幌を拠点に、国内公演とともに海外での公演・ワークショップ指導などの活動を行っている。
公演内容によって、竹内実花舞踏ユニット「花ka苑en」も出演する。
「偶成」とは「偶成」という題の朱熹作とされてきた漢詩「少年易老学難成(少年老いやすく学なりがたし）」とも関わるが、「偶成・天」すなわち世界が偶然に生成されていくという意味。

## 概要
1995年6月以降、偶成天として、札幌すすきの・大通などでストリート・パフォーマンスを開始。1996年札幌にて旗揚公演を行う。北海道内を中心に舞踏公演活動。1999年、ビデオ･オーディションによりシアトルでの初の海外招待公演を行う。その後、一ヶ月にわたるドイツ・ポーランドでの国際舞踏プロジェクト　"Exit'99"へ舞踏家･振付家としての招請を経て、年に数回アメリカ、ヨーロッパでの海外招待公演を中心に活動を続ける。(海外20数都市)。

### 作品
シリーズを重ねた「しのびごと」に始まり、「つきのあまへり」「さくや」「ぬがめざまり」「朱鷺姫」「白イ空ヘ」など。「偶成天」旗揚げ10周年の2007年、6時間連続の舞踏イベント「暗黒なる舞踏の光の中へ」を、竹内実花舞踏ユニット「花苑kaen」とともに実施。2008年「舞踏五十年」の年が森田一踏舞踏20年と重なり、記念公演「はじまりの花へ」を行う。

#### 海外公演
1999年　米国のシアトル、ドイツ・ポーランドでの国際舞踏プロジェクト"Exit'99"参加　
2009年～2010年　ロンドン、アムステルダム、バルセロナ
http://www.relak.net/dancetherapy/document/paper/jadta1.htm